# Jorginho Putinatti
Jorginho Putinatti (Marília, 1959. augusztus 23. –) brazil válogatott labdarúgó.
A brazil válogatott tagjaként részt vett az 1983-as Copa Americán.

## Statisztika
| Brazil válogatott | Brazil válogatott | Brazil válogatott |
| Időszak           | Mérk.             | gól               |
| ----------------- | ----------------- | ----------------- |
| 1983              | 12                | 2                 |
| 1984              | 0                 | 0                 |
| 1985              | 4                 | 0                 |
| Összesen          | 16                | 2                 |